# Adjungbilly Creek
Adjungbilly Creek är ett vattendrag i Australien. Det ligger i delstaten New South Wales, i den sydöstra delen av landet, omkring 310 kilometer sydväst om delstatshuvudstaden Sydney.
Trakten runt Adjungbilly Creek består till största delen av jordbruksmark. Trakten runt Adjungbilly Creek är nära nog obefolkad, med mindre än två invånare per kvadratkilometer. Genomsnittlig årsnederbörd är 1 222 millimeter. Den regnigaste månaden är februari, med i genomsnitt 177 mm nederbörd, och den torraste är januari, med 68 mm nederbörd.